# Vytautas Einoris
Vytautas Einoris (ur. 7 lutego 1930 w Urnėniškis w rejonie kupiszeckim, zm. 7 stycznia 2019 w Wilnie) – litewski agronom, ekonomista, dyplomata, polityk, minister rolnictwa w latach 1994–1996, poseł na Sejm.

## Życiorys
W 1952 ukończył szkołę rolniczą w Wobolnikach, a w 1959 Wileńskie Technikum Mechanizacji Rolnictwa, gdzie uzyskał specjalność technika mechanika. W 1965 ukończył zaoczne studia ekonomiczno-agronomiczne na Litewskiej Akademii Rolniczej.
Od 1952 do 1962 pracował na terenie rejonu birżańskiego. Był kolejno zootechnikiem w wydziale rolnictwa rejonowego komitetu wykonawczego, przewodniczącym kołchozu, dyrektorem ośrodka maszynowego i stacji obsługi ciągników. W latach 1959–1961 pełnił funkcję wiceprzewodniczącego rejonowego komitetu wykonawczego i naczelnika rejonowej inspekcji rolniczej. Od 1961 do 1962 przewodniczył rejonowej komisji planowania.
Od 1962 kierował wydziałem produkcji rolnej w rejonie kowieńskim. W latach 1969–1970 był naczelnikiem wydziału rolnictwa w Państwowym Komitecie Planowania Litewskiej SRR, a od 1970 do 1981 zastępcą ministra skupu. W latach 1981–1985 kierował ministerstwem owoców i warzyw, a następnie pełnił funkcję pierwszego wiceprzewodniczącego państwowego komitetu rolno-przemysłowego w randze ministra. W latach 1988–1989 przewodniczył Państwowemu Komitetowi Ochrony Przyrody. Od 1989 był dyrektorem spółdzielni specjalizującej się w rolnictwie i sadownictwie, a od 1991 do 1993 przewodniczącym zrzeszenia kwiaciarskiego w Wilnie.
W latach 1993–1994 pełnił funkcję ambasadora Litwy w Kazachstanie. We wrześniu 1994 objął stanowisko ministra rolnictwa w rządzie Adolfasa Šleževičiusa. Funkcję zachował w działającym od lutego do grudnia 1996 rządzie Laurynasa Stankevičiusa. W tym samym roku uzyskał mandat w wyborach do Sejmu jako kandydat Litewskiej Demokratycznej Partii Pracy. W kolejnych wyborach w 2000 odnowił mandat będąc ponownie kandydatem LDDP. W latach 2002–2004 kierował pracami sejmowej komisji ds. petycji. W wyborach do Sejmu kolejnej kadencji nie uzyskał mandatu. Przez rok pracował jako wicedyrektor krajowego laboratorium weterynaryjnego, po czym przeszedł na emeryturę. W wyborach parlamentarnych w 2008 znalazł się na liście kandydatów Litewskiej Partii Socjaldemokratycznej, jednak ponownie nie dostał się do Sejmu.